# Comitato Olimpico Nazionale Sammarinese
Il Comitato Olimpico Nazionale Sammarinese (CONS) è il Comitato Olimpico della Repubblica di San Marino.

## Storia
Il 3 aprile 1959 i Capitani Reggenti, Marino Benedetto Belluzzi e Agostino Biordi, decretarono la nascita del CONS, nominando Federico Bigi presidente. Nello stesso anno il neonato CONS venne riconosciuto dal Comitato Olimpico Internazionale (CIO) ed entrò a far parte dell'Associazione dei Comitati Olimpici Nazionali (ACNO) e del consesso dei Comitati Olimpici Europei (COE). Nel giugno 1993 venne riconosciuto dal Comitato Internazionale dei Giochi del Mediterraneo (CIJM).

### Partecipazioni olimpiche
Nel 1960 San Marino esordì alle Olimpiadi di Roma e fu presente in tutte le successive edizioni dei Giochi estivi, fuorché quella di Tokyo 1964. La partecipazione si estese anche alle Olimpiadi invernali a partire da Innsbruck 1976 e per tutte le edizioni successive eccetto Lake Placid 1980 e Nagano 1998.
Il CONS ideò inoltre la prima edizione dei Giochi dei Piccoli Stati d'Europa, disputatasi nel 1985, manifestazione riservata agli stati europei con popolazione al di sotto di un milione di abitanti, ossia Andorra, Cipro, Islanda, Liechtenstein, Lussemburgo, Malta, Principato di Monaco e, appunto, San Marino. I Giochi, patrocinati dal CIO e dal COE, si disputano ogni due anni e sono ospitati a rotazione dai paesi membri.

## Stemma
Il simbolo del CONS, nell'attuale configurazione, è stato ideato alla fine degli anni settanta ed adottato per la prima volta in occasione delle Olimpiadi di Mosca del 1980. Il drappo sottostante i tradizionali cerchi olimpici racchiude i colori bianco-azzurri nazionali e la sigla del CONS. Sotto al drappo bicolore spicca lo stemma ufficiale della Repubblica.

## Atleti di interesse nazionale
Il CONS ha scelto come atleti di interesse nazionale i seguenti sportivi:
- Alex De Angelis, motociclista
- Alessandra Perilli, tiratrice di tiro a volo
- Manuel Mancini, tiratore di tiro a volo
- Stefano Selva, tiratore di tiro a volo
- Letizia Giardi, pongista
- Eugenio Rossi, altista
- Arianna Perilli, tiratrice di tiro a volo
- Karim Gharbi, judoka

## Organizzazione

### Presidenti
- Federico Bigi (1959-1969)
- Giuseppe Micheloni (1969-1973)
- Federico Bigi (1973-1978)
- Libero Barulli (1978-1981)
- Domenico Bruschi (1981-1988)
- Giovanni Vito Marcucci (1989-1996)
- Angelo Vicini (1997-2012)
- Gian Primo Giardi (2013-2025)
- Christian Forcellini (2025-)

### Federazioni
Al CONS sono affiliate 31 Federazioni Sportive, che raggruppano 95 Società ed Associazioni Sportive. Il numero dei tesserati è di circa 9.000 persone (su circa 30.000 abitanti).
Elenco delle federazioni affiliate al CONS, divise tra discipline olimpiche e non, e loro sedi:
- Federazione Aeronautica Sammarinese (FAS): Via Ezio Balducci - RSM 47899 Serravalle
- Federazione Sammarinese Arti Marziali (FESAM): c/o CONS - Via Rancaglia, 30 - RSM 47899 Serravalle
- Federazione Sammarinese Atletica Leggera (FSAL): c/o CONS - Via Rancaglia, 30 - RSM 47899 Serravalle
- Federazione Sammarinese Attività Subacquee (FSAS): c/o CONS - Via Rancaglia, 30 - RSM 47899 Serravalle
- Federazione Auto Motoristica Sammarinese (FAMS): Via Alfonso Giangi, 64F - RSM 47899 Serravalle
- Federazione Sammarinese Baseball-Softball (FSBS): c/o CONS - Via Rancaglia, 30 - RSM 47899 Serravalle
- Federazione Sammarinese Bowling (FSB): c/o CONS - Via Rancaglia, 30 - RSM 47899 Serravalle
- Federazione Sammarinese della Caccia (FSdC): Via 25 marzo, 11 - RSM 47895 Domagnano
- Federazione Ciclistica Sammarinese (FCS): Via Olivella, 7 - RSM 47899 Serravalle
- Federazione Sammarinese Cronometristi (FSCr): Via Saponaia 1 - RSM 47890 Serravalle
- Federazione Sammarinese Ginnastica (FSG): c/o CONS - Via Rancaglia, 30 - RSM 47899 Serravalle
- Federazione Sammarinese Giuoco Calcio (FSGC): Viale Campo dei Giudei, 14 - RSM 47890 San Marino
- Federazione Sammarinese Golf (FGS): c/o CONS - Via Rancaglia, 30 - RSM 47899 Serravalle
- Federazione Ippica Sammarinese: c/o CONS - Via Rancaglia, 30 - RSM 47899 Serravalle
- Federazione Sammarinese Motociclistica (FSM): Strada Genghe di Atto, 63 - RSM 47893 Borgo Maggiore
- Federazione Sammarinese Nuoto (FSN): Via 28 luglio, 170 - RSM 47893 Borgo Maggiore
- Federazione Sammarinese Pallacanestro (FSP): Via Rancaglia, 20 - RSM 47899 Serravalle
- Federazione Sammarinese Pallavolo (FSPAV): Via Rancaglia 22 - RSM 47899 Serravalle
- Federazione Sammarinese Pesca Sportiva (FSPS): Via F. Fiori, 23/B 47899 Serravalle
- Federazione Sammarinese Pesi - Lotta - Judo e discipline associate (FSPLJ): c/o CONS - Via Rancaglia, 30 - RSM 47899 Serravalle
- Federazione Sammarinese degli Scacchi (FSdS): c/o CONS - Via Rancaglia, 30 - RSM 47899 Serravalle
- Federazione Sammarinese Sport Invernali (FSSI): c/o CONS - Via Rancaglia, 30 - RSM 47899 Serravalle
- Federazione Sammarinese Sport Bocce (FSSB): Via Giorgio Ordelaffi, 100 - RSM 47893 Borgo Maggiore
- Federazione Sammarinese Sport Speciali (FSSS): Strada Genghe di Atto, 143 - RSM 47892 Acquaviva
- Federazione Sammarinese Tennis (FST): Strada dí Montecchio, 15 - RSM 47890 San Marino
- Federazione Sammarinese Tennis Tavolo (FSTT): c/o CONS - Via Rancaglia, 30 - RSM 47899 Serravalle
- Federazione Sammarinese Tiro a Segno (FSTS): Strada Genghe di Atto, 143 - RSM 47892 Acquaviva
- Federazione Sammarinese Tiro a Volo (FSTV): c/o Stand di tiro a volo - Via dei Giacinti, 24 - RSM 47899 Serravalle
- Federazione Sammarinese di Tiro con l'Arco (FSTARCO): c/o Centro tecnico federale - Strada Cardio, 41 - RSM 47899 Serravalle
- Federazione Sammarinese Vela (FSV): c/o CONS - Via Rancaglia, 30 - RSM 47899 Serravalle